# Ковальчук Олександр Петрович
Ковальчу́к Олекса́ндр Петро́вич — радянський і український оператор документального кіно, фронтовий оператор. Лауреат Сталинської премії другого ступеня (1941). Нагороджений орденом «Знак Пошани».

## З життєпису
Народ. 17 червня 1910 р. у Катеринославі (нині — Дніпро) в родині робітника. Знімав сюжети для кіножурналу «Маховик» (ВУФКУ), був лаборантом на кінофабриці «Культкіно» (Москва), співробітничав у кіножурналі «Піонерія», працював оператором на кінофабриках «Белгоскіно» та «Азеркіно» (Баку, 1928—1930), а з 1936 р. — на Українській студії кінохроніки в Харкові, де зняв кінонариси: «Дружба народів» (1936), «Перлина Півдня» (1937), «Запоріжсталь» (1938), «Здрастуй, урожай!», «Місто Осипенко» (1938), «Юні залізничники» (1939), «Голубий Дунай» (1941), хронікальні фільми: «Український павільйон ВДНГ в Москві» (1939), «Звільнення» (1940), «На Дунаї» (1940; Сталінська премія другого ступеня, 1941). 
Учасник Німецько-радянської війни. Оператор фільму «Перемога на Правобережній Україні» (1944, у спіавт.; реж. О. Довженко, Ю. Сонцева, Я. Авдієнко).
З 1944 р. працював оператором Української студії хронікально-документальних фільмів, начальником кореспондентського пункту в м. Дніпропетровську. Брав участь у зйомках кінокартин: «Донбас», «Дніпрогес» (1946), «Радянська Україна» (1947), «Львів» (1953), «Харків» (1954), «Пісня про Україну» (1955), «В степу під Херсоном» (1957), «Живи, Україно!» (1957, у співавт. з І. Кацманом, М. Пойченком, Ф. Камінським; III премія Першого Всесоюзного кінофестивалю 1958 р. у Москві) та ін. Зняв нариси: «Майстри високих врожаїв» (1947), «Гірники Донбасу» (1948), «Гірники Криворіжжя» (1950), «Студенти» (1952), також понад 800 сюжетів для різних кіножурналів.
Був членом Спілки кінематографістів України.
Помер 21 січня 1967 р., похований на Запорізькому цвинтарі.